# Americký zabiják
Americký zabiják (v anglickém originále American Assassin, česky též Americký bojovník) je americký akční thriller z roku 2017, který režíroval Michael Cuesta a v jehož hlavních rolích účinkují Dylan O'Brien, Michael Keaton, Sanaa Lathan, Shiva Negar a Taylor Kitsch. Scénář napsali Stephen Schiff, Michael Finch, Edward Zwick a Marshall Herskovitz podle stejnojmenného románu Vince Flynna z roku 2010. Příběh se soustředí na mladého rekruta tajných operací CIA Mitche Rappa, který se spolu s veteránem studené války snaží zabránit odpálení odcizené jaderné zbraně. Film měl premiéru v USA 15. září 2017 a celosvětově utržil přes 67 milionů dolarů. Kritické ohlasy byly smíšené, přičemž část recenzentů označila děj za klišé a postrádající napětí.

## Děj
Mitch Rapp (Dylan O'Brien) přijde během teroristického útoku na pláži v Ibize o svou snoubenku. O osmnáct měsíců později se stále vyrovnává s traumatem a podniká vlastní akce proti teroristickým buňkám, proniká na jejich fóra a snaží se infiltrovat do jejich struktur. Při jedné z operací je zachráněn týmem CIA, který ho sleduje.
Rappovi je nabídnut trénink v tajném výcvikovém zařízení CIA, kde jej vede veterán studené války Stan Hurley (Michael Keaton). Hurley učí nováčky metodám boje, špionáže a přežití. Brzy se však objeví nová hrozba: bývalý Hurleyho žák přezdívaný „Duch“ (Taylor Kitsch), který ukradl materiál k výrobě jaderné bomby a plánuje ji použít k vyvolání globální krize.
Rapp a Hurley cestují do Evropy a na Blízký východ, aby zastavili „Ducha“ a jeho spojence. Pátrání vede k odhalení, že se chystá odpálit bombu poblíž americké vojenské flotily ve Středozemním moři. Po sérii přestřelek a honiček se Rappovi podaří v rozhodující chvíli zneškodnit výbušninu a Ghosta zabít. Hurley i CIA si uvědomí, že Rapp má potenciál stát se klíčovým operativcem, a nabídnou mu pokračování spolupráce.

## Obsazení
| Dylan O'Brien  | Mitch Rapp                                                                |
| Michael Keaton | Stan Hurley                                                               |
| Sanaa Lathan   | Irene Kennedy, zástupkyně ředitele protiteroristického oddělení CIA Orion |
| Shiva Negar    | Annika Ogden, íránská agentka                                             |
| Taylor Kitsch  | Ronnie „Duch“ („Ghost“), bývalý operativec CIA                            |
| Scott Adkins   | Victor, agent Orionu                                                      |
| David Suchet   | Thomas Stansfield, ředitel protiteroristického oddělení CIA Orion         |

## Uvedení a přijetí
Film uvedla do amerických kin 15. září 2017 společnost Lionsgate. Snímek s výrobním rozpočtem okolo 33 milionů dolarů utržil v USA a Kanadě asi 36 miliionů a v ostatních částech světa dohromady necelých 31 milionů dolarů, celkově tedy přibližně 67,2 milionu dolarů.
Kritické ohlasy byly smíšené. Recenzenti oceňovali herecké výkony Michaela Keatona a akční scény, ale kritizovali předvídatelný děj a nedostatek originality. Film byl některými srovnáván s jinými akčními špionážními thrillery, přičemž mu bylo vytýkáno, že do žánru nepřináší nic nového. Na recenzním agregátoru Rotten Tomatoes získal snímek ze 179 recenzí 34 % pozitivních hodnocení (ke 14. srpnu 2025). Server Metacritic udělil filmu na základě 30 recenzí skóre 45/100, což znamená „smíšené nebo průměrné“ (Mixed or Average) hodnocení.
Kenneth Turan z Los Angeles Times uvedl, že: „American Assassin je použitelný, řemeslně dobře zpracovaný thriller, který dělá známé věci tak poutavými, jak jen to jde. Ukazuje, že i Jason Bourne lite je lepší než žádný Bourne, pokud máte náladu.“ Peter Travers z Rolling Stone film pochválil slovy: „American Assassin, nádherně natočený Enriquem Chediakem, je možná až příliš uhlazený, ale O'Brien se dostává dostatečně hluboko, aby vás přiměl fandit franšíze Rapp.“ Matt Zoller Seitz z RogerEbert.com udělil filmu 2,5 hvězdičky ze čtyř, přičemž kritizoval přístup filmu k tématu osobní msty, zatímco ocenil výkon Michaela Keatona v roli veterána a uvedl, že byl jediným hercem, který vytvořil „emocionálně soudržnou, zapamatovatelnou postavu“. Jamie Righetti z IndieWire odhadl, že i přes „předvídatelný scénář“ by se film díky kombinaci „nezbytného minima rychlé akce a rvaček“, „O'Brienova šarmu a nepochybně lákavého konce“ mohl dočkat pokračování. Oproti tomu Ed Potton z The Times, uvedl: „Je docela možné, že někdo, kdo nikdy neviděl špionážní thriller, si American Assassin užije. […] Tento film se netrápí pojmem originality.“ Soren Anderson z The Seattle Times napsal: „O'Brien je jako Rapp soustředěný, ale jeho výkon není nijak elektrizující. Svou práci odvede, ale není to žádný Matt Damon nebo Daniel Craig. Jejich špionážní boty zůstávají prázdné.“ Podle Kristiny Roháčkové z iRozhlasu, která filmu udělila 45% hodnocení, je Americký zabiják „vlastně takovým výběrem toho nejlepšího i nejhoršího z akčních snímků posledních 60 let.“ František Fuka pro Kinobox napsal, že „vznikla prazvláštní podívaná, která je řemeslně zcela současná, ale svým námětem strašlivě naivní, zcela předvídatelná a roztomile xenofobní“.
Film byl nominován na kaskadérské ocenění Taurus World Stunt Awards za rok 2018 v kategorii Nejlepší souboj.
Do české distribuce film uvedla 14. září 2017 společnost Vertical Entertainment.